# Isole Vulcano
Le isole Vulcano o isole Volcano o isole Kazan  (火山列島?, Kazan Rettō) sono situate nella parte meridionale delle isole Ogasawara, nell'Oceano Pacifico. Il loro territorio ricade sotto la giurisdizione del municipio di Ogasawara, facente parte dell'omonima sottoprefettura di Ogasawara, che fa a sua volta parte dell'amministrazione metropolitana di Tokyo, in Giappone.
Le tre isole Vulcano sono:
- Kita Iwo Jima (北硫黄島, Kitaiōjima o Kitaiōtō, letteralmente: isola settentrionale dello zolfo), 5,57 km², 792 m (Sakaki-ga-mine)
- Iwo Jima (硫黄島, Iōjima o Iōtō, letteralmente: isola dello zolfo) 20,60 km², 166 m (Suribachi-yama).
- Minami Iwo Jima (南硫黄島, Minamiiōjima o Minamiiōtō, letteralmente: isola meridionale dello zolfo) 3,54 km², 916 m.

L'unica isola abitata è Iwo Jima, dove si trova una base militare giapponese che impiega circa 380 effettivi. Al di fuori del personale militare, le isole non sono abitate.

## Geografia
Le isole hanno profilo frastagliato e sono ricoperte da una folta vegetazione. Sono presenti vaste manifestazioni vulcaniche secondarie, con depositi di zolfo. Sull'isola di Iwo Jima i calcari formano una tavola pianeggiante e difatti l'isola è sfruttata come pista aeroportuale.

## Storia
Furono avvistate per la prima volta dagli europei nell'ottobre 1543, quando il navigatore spagnolo Bernardo de la Torre a bordo della caracca San Juan de Letrán faceva ritorno da Sarangani alla Nuova Spagna. Iwo Jima fu segnata nelle mappe con il nome di Sufre, antico nome spagnolo dello zolfo. Il capitano Cook diede loro il nome di Sulphur Islands. Identico significato ha il nome giapponese Kazan Rettō.
Le isole erano disabitate quando, nel 1889, sulle due isole più settentrionali si stanziarono giapponesi provenienti dalle isole Izu. Furono annesse dal Giappone nel 1891. Alcune tracce archeologiche mostrano che però l'isola erano stata abitata nella preistoria da una popolazione micronesiana sconosciuta.
Nel 1939 si contavano 1 100 abitanti. C'erano cinque insediamenti su Iwo Jima: Higashi, Minami, Nishi, Kita e Motoyama e altri due su Kita Iwo Jima: Ishino-mura e Nishi-mura. Il municipio aveva sede a Higashi; nel 1940 il comune fu accorpato a Ogasawara.
Dal 1951 al 1968, per effetto del trattato di San Francisco, furono poste sotto amministrazione statunitense, insieme alle vicine Isole Bonin.
Nel 1984 fu accolta una proposta del Consiglio per la Promozione delle Isole Ogasawara, secondo cui gli ex residenti di Iwo Jima non sarebbero mai potuti tornare alle loro case, in cambio di un risarcimento di 450 000 yen a ciascun ex residente dell'isola versato dal governo giapponese.

## Galleria d'immagini

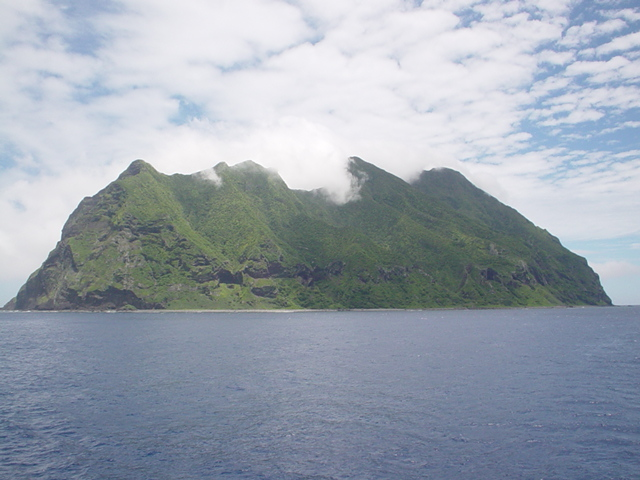
Kita Iwo Jima
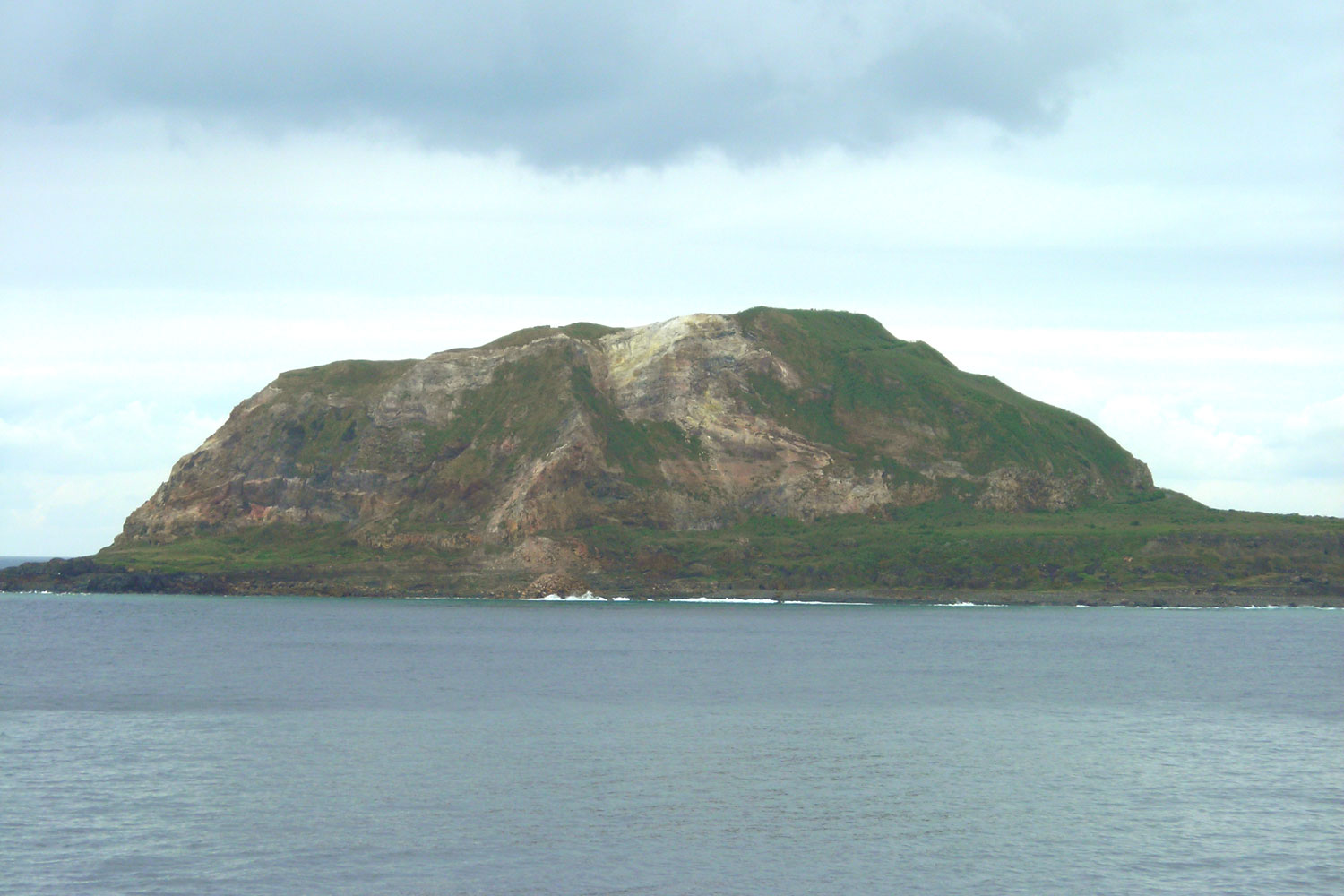
Iwo Jima
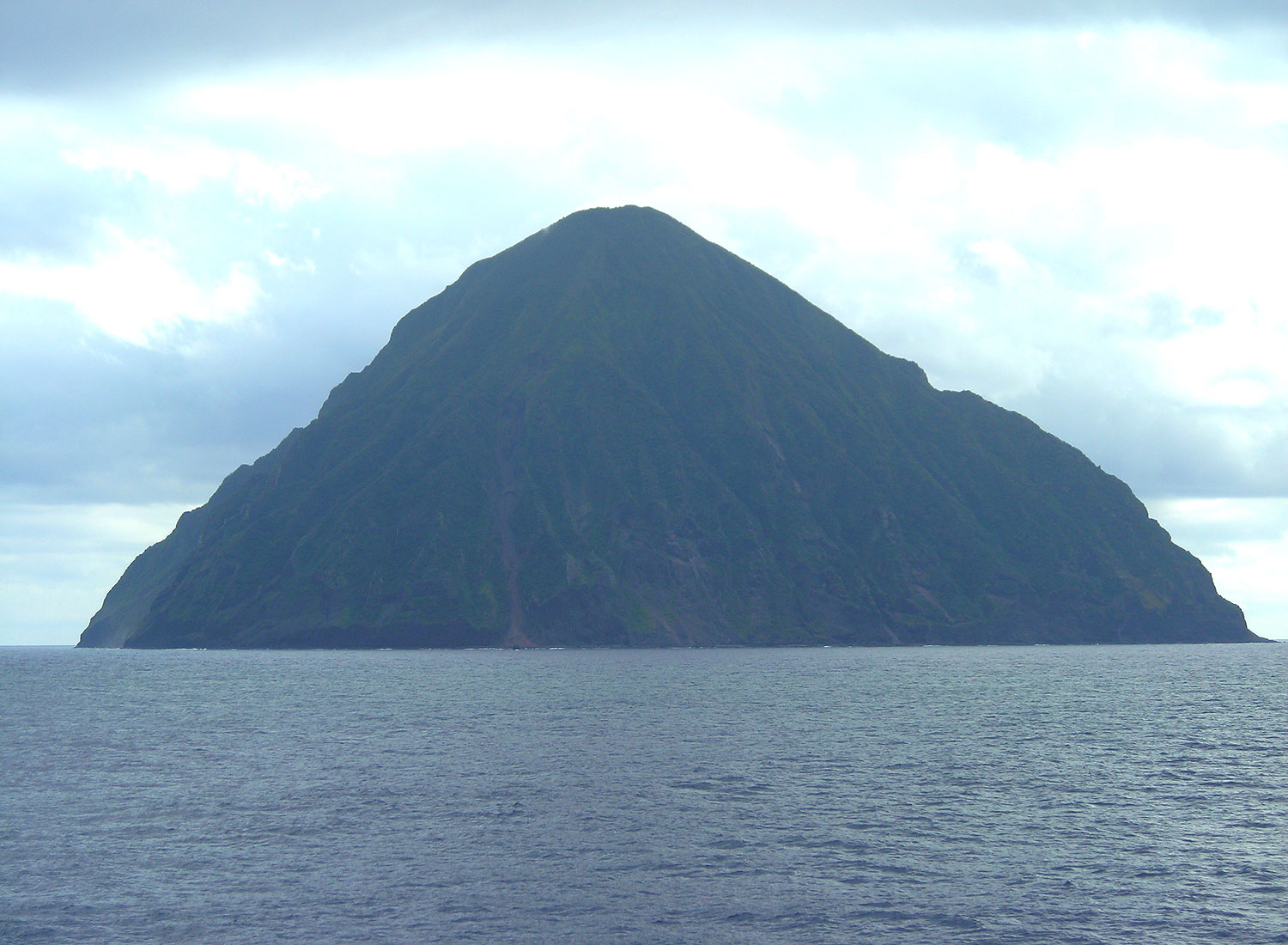
Minami Iwo Jima
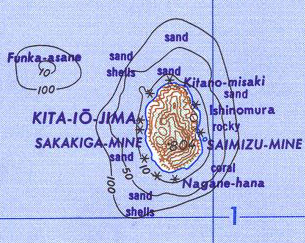
Cartina di Kita Iwo Jima
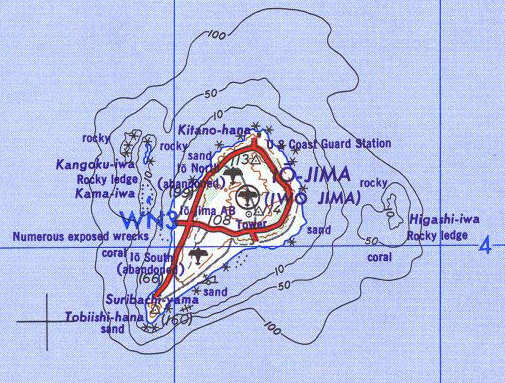
Cartina di Iwo Jima
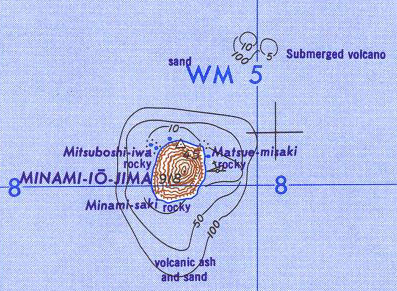
Cartina di Minami Iwo Jima